# Trastorno de alimentación selectiva
El trastorno de alimentación selectiva o síndrome del comedor selectivo es un trastorno reconocido por el MDE, Manual Diagnóstico y Estadístico de los Trastornos Mentales (en inglés, DSM, Diagnostic and Statistical Manual of Mental Disorders). La persona afectada sigue una dieta muy limitada en la que evita ciertos alimentos. En casos extremos puede llegar a consumir solo uno o dos tipos de alimentos.

## Características
No debe confundirse con otros trastornos de la conducta alimentaria, como la cibofobia, la anorexia o la ortorexia. Suele ser muy frecuente en particular en personas con trastornos del espectro autista. En esos casos, es muy posible que se mantenga el resto de su vida. 
Estas personas generalmente son tildadas de "quisquillosas" con la comida o "malacostumbradas". Incluso se cree erróneamente que viene causado por patrones de educación. No obstante, aunque actualmente no se tiene documentación suficiente de estos casos, esa causa es rechazada por el testimonio de personas que padecieron este trastorno a pesar de haber tenido en su infancia una educación estricta en ese aspecto.
El motivo de rechazo hacia los alimentos podría estar relacionado con las cualidades específicas de cada alimento: color, sabor, olor, textura o consistencia. Sin embargo, no existe un único patrón al respecto.
Quienes padecen este trastorno suelen evitar totalmente los alimentos rechazados. A veces se trata de un grupo entero de alimentos (con excepciones individuales). Incluso pueden abstenerse de comer por un tiempo indefinido, o consumir dicho alimento para vomitarlo posteriormente. 
En algunos casos, personas menores de edad que padecen este trastorno, o que viven aún con sus padres, suelen esconder la comida y/o tirarla, o simplemente dejarla en el plato. Hay algunas personas que comen con desagrado esos alimentos a riesgo de provocarse arcadas (reflejo nauseoso).
Algunas veces los casos más extremos suelen estar relacionados con otros trastornos alimenticios, como la anorexia nerviosa o la ortorexia.

## Tratamiento
Al ser un trastorno alimenticio no muy frecuente y poco documentado, no hay un tratamiento específico o recomendado. En ocasiones se suele recomendar consultar con un nutriólogo o nutricióloga para planificar una dieta personalizada y sana que se adapte a sus gustos.
Obligar a una persona a comer lo que le disgusta por la fuerza o haciéndole pasar hambre es un método contraproducente y cruel.